# Hymn Azorów
Hino dos Açores (Hymn Azorów) – oficjalny hymn Azorów. Został przyjęty w 1979 roku. Autorem słów jest Natália Correia, zaś muzyki – Teófilo Frazão.

## Słowa

### Portugalski
Deram frutos a fé e a firmeza

no esplendor de um cântico novo:

os Açores são a nossa certeza

de traçar a glória de um povo.

Para a frente! Em comunhão,

pela nossa autonomia.

Liberdade, justiça e razão

estão acesas no alto clarão

da bandeira que nos guia.

Para a frente! Lutar, batalhar

pelo passado imortal.

No futuro a luz semear,

de um povo triunfal.

De um destino com brio alcançado

colheremos mais frutos e flores;

porque é esse o sentido sagrado

das estrelas que coroam os Açores.

Para a frente, Açorianos!

Pela paz à terra unida.

Largos voos, com ardor, firmamos,

para que mais floresçam os ramos

da vitória merecida.

Para a frente! Lutar, batalhar

pelo passado imortal.

No futuro a luz semear,

de um povo triunfal.